# Hannelore Sachs
Hannelore Sachs (* 1931 in Sachsendorf bei Cottbus; † 12. November 1990 in Berlin) war eine deutsche Kunsthistorikerin, Denkmalpflegerin und Autorin.

## Leben
Hannelore Sachs studierte Kunstgeschichte an der Berliner Humboldt-Universität, vor allem bei Richard Hamann und spezialisierte sich auf mittelalterliche Plastik.  In ihrer Diplomarbeit untersuchte sie 1954 das mittelalterliche Chorgestühl im Dom zu Stendal. Daraus entwickelte sich ihre Dissertation von 1960 über die mittelalterlichen Chorgestühle in der Altmark und in Havelberg. Nach einer kurzen Zeit als Assistentin am Kunstgeschichtlichen Institut der Humboldt-Universität, wo sie sich eine Stelle mit Heinrich Trost teilte, wechselte sie als Wissenschaftliche Mitarbeiterin zur Skulpturenabteilung der Staatlichen Museen im Bode-Museum auf der Museumsinsel. Hier betreute sie vor allem die italienische Plastik der Frührenaissance und den Katalog Italienische Plastik des 15. bis 17. Jahrhunderts. Die fehlenden Reise- und Kontaktmöglichkeiten erschwerten ihre Arbeit sehr. Für die opulente, für den Export konzipierte Bildbandreihe Das Bild der Frau der Edition Leipzig bearbeitete sie 1970 den Band Die Frau in der Renaissance.
Von 1974 bis zum krankheitsbedingten Ausscheiden im Sommer 1988 war Hannelore Sachs in der Arbeitsstelle Berlin des staatlichen Instituts für Denkmalpflege der DDR tätig. Sie war verantwortlich für Restaurierungsprojekte in Ost-Berlin und Brandenburg und betreute mit Ernst Badstübner den Aufsatzband Denkmale in Berlin und in der Mark Brandenburg (1987).
Gemeinsam mit Ernst Badstübner und Helga Neumann verfasste sie das Lehrbuch und Nachschlagewerk Christliche Ikonographie in Stichworten, das 1973 im Verlag Koehler & Amelang erschien. Sachs-Badstübner-Neumann wurde zum Standardwerk und erreichte bis 1998 sieben Auflagen. Im Gegensatz zu seinem umfangreicheren westdeutschen Pendant, dem Lexikon der christlichen Ikonographie, war es auch für Studierende erschwinglich. Zwei westdeutsche Lizenzausgaben erschienen 1975 und 1983. Ab der 8. Auflage lautet der Titel Wörterbuch der christlichen Ikonographie. Die 10. Auflage erschien 2012.

## Werke
- Helena Scigala: Bildnis einer Künstlerin. Berlin: Union 1960
- Die mittelalterlichen Chorgestühle in der Altmark und in Havelberg. Berlin, Humboldt-U., Phil. F., Diss. v. 7. Dez. 1960
- Der Dom zu Stendal . Berlin: Union 1962 (= Das christliche Denkmal 57), 2. Auflage 1966, 3. Auflage 1985, 4. Auflage 1988
- Mittelalterliches Chorgestühl. Leipzig: Koehler & Amelang
  - westdeutsche Lizenzausgabe unter dem Titel: Mittelalterliches Chorgestühl von Erfurt bis Stralsund. Heidelberg; Schneider 1964
- Majolika-Plastik der italienischen Renaissance. Berlin: Staatliche Museen 1964 (= Kleine Schriften 7)
- Veit Stoss. Berlin: Henschel 1967 (= Welt der Kunst), 2. Auflage 1972, 3. Auflage 1977
- Stendal. Leipzig: Seemann 1967 (= Kunstgeschichtliche Städtebücher)
- mit Edith Fründt: Italienische Bronzen der Renaissance und des Barock. (Ausstellungskatalog) Berlin: Staatliche Museen 1967
- Die Bildwerke des Magdeburger Doms. Mit Bildtafeln von Klaus G. Beyer, Leipzig: Insel 1968 (= Inselbücherei 905), 2. Auflage 1977
- Das Rathaus in Stendal. Leipzig: Seemann 1968 (= Baudenkmale 22)
- Die Frau in der Renaissance. Leipzig: Edition leipzig 1970 (= Das Bild der Frau)
  - engl.: The woman of the Renaissance . Leipzig: Edition Leipzig 1971
  - engl. Lizenzausgabe: The Renaissance Woman. New York : McGraw-Hill Book Co. 1971
  - frz.: La femme de la renaissance. Leipzig: Edition Leipzig 1971
  - westdeutsche Lizenzausgabe:  Die Frau in der Renaissance Wien, München: Schroll 1971
  - ung.: A nő a reneszánszban. Budapest: Corvina Kiadó 1973
- mit Ernst Badstübner und Helga Neumann: Christliche Ikonographie in Stichworten Leipzig: Koehler und Amelang 1973
  - zahlreiche Auflagen; ab der 8. Auflage: Wörterbuch der christlichen Ikonographie, zuletzt 10. Auflage Regensburg: Schnell und Steiner 2012, ISBN 978-3-7954-2621-7
  - Lizenzausgabe München: Kösel 1975, ISBN 978-3-466-20022-1
  - Lizenzausgabe unter dem Titel: Erklärendes Wörterbuch zur christlichen Kunst. Hanau: Dausien 1983, ISBN 978-3-7684-9305-5, 2. Auflage 1989
- Donatello. Berlin: Henschel 1981 (= Welt der Kunst), 2. Auflage 1984
  - ung.: Budapest: Corvina Kiadó 1981
  - poln.: Warszawa: Arkady 1982
  - bulg.: Sofija : Bălgarski Chudožnik 1986
- mit Gerd Baier u. a.: Christliche Kunst im Kulturerbe der Deutschen Demokratischen Republik. Berlin: Union 1982
  - Lizenzausgabe unter dem Titel Kirchen, Klöster und ihre Kunstschätze in der DDR. München: Beck 1982, ISBN 978-3-406-08772-1, 2. Auflage 1984
- Altar der Dorfkirche zu Waase auf Rügen. Leipzig: Schmiedicke 1984
- mit Ernst Badstübner: Kirchen in Frankfurt an der Oder. Berlin: Union 1987, ISBN 978-3-372-00114-1 (= Das christliche Denkmal 130)
  - Neuauflage unter dem Titel St. Gertraud Frankfurt (Oder). Regensburg: Schnell & Steiner 1996 (= Kleine Kunstführer 2257 / Das christliche Denkmal 130), 2. Auflage 2008, ISBN 978-3-7954-6731-9
- (Red.) Denkmale in Berlin und in der Mark Brandenburg: ihre Erhaltung und Pflege in der Hauptstadt der DDR und in den Bezirken Frankfurt/Oder und Potsdam. Weimar: Böhlau 1987, ISBN 978-3-7400-0017-2, 2. Auflage 1988
- Der Flügelaltar von St. Marien zu Bernau. Berlin: Evangelische Verlagsanstalt 1989, ISBN 978-3-374-00841-4
  - neu bearbeitet und herausgegeben von Sibylle Badstübner-Gröger, Christa Jeitner und Peter Knüvener Berlin: Bäßler 2017, ISBN 978-3-945880-25-8